# Lam Akol
Pour les articles homonymes, voir Akol.
Lam Akol, né le 15 juillet 1950, est un homme politique sud-soudanais. Ministre des Affaires étrangères du Soudan du 20 septembre 2005 au 17 octobre 2007.

## Biographie
Lam Akol est originaire de l’État du Nil Supérieur, à la lisière du Nord et du Sud du Soudan, et membre de l’ethnie Shilluk.
Après des études à l'Université de Londres et de Khartoum, il devient professeur à la faculté Polytechnique de l'Université de Khartoum. Au début de la seconde guerre civile soudanaise (1983-2005), il rejoint en 1986 l'Armée de Libération du Peuple du Soudan fondée trois ans plus tôt. Il en fait défection en 1991 à la suite d'un conflit avec John Garang, leader et fondateur de la SPLA, et fonde sa propre branche séparée, la « SPLA Nasir ». Il réintègre la SPLA en 2003. En 2005, après les accords de paix Nord-Sud, il devient ministre des Affaires étrangères du gouvernement soudanais, poste qu'il occupe jusqu'en 2007.
En juin 2009, Lam Akol, annonce son départ du Mouvement populaire de libération du Soudan (SPLM) fondé par John Garang pour fonder une faction rivale  : le Mouvement populaire de libération du Soudan-Changement démocratique. Il se présente aux élections présidentielles en vue d'élire le premier président du Soudan du Sud sur la voie de l'indépendance, mais échoue contre Salva Kiir, il fidèle de John Garang décédé en 2005 d'un accident d'hélicoptère.
Lors de l’indépendance du Soudan du Sud obtenu en 2011, il devient opposant au président Salva Kiir. Contraint à l'exil après avoir été accusé par Salva Kiir de soutenir une rébellion armé sur son territoire, il retourne au Soudan du Sud en novembre 2013, puis est placé en résidence surveillée. Le mois suivant, la guerre civile sud-soudanaise éclate, opposant le président Sava Kiir et son ancien ministre Riek Machar. En avril 2016, Lam Akol devient ministre de l'Agriculture et de la sécurité alimentaire à la suite d'un accord de paix prévoyant un gouvernement d'union nationale. Mais cet accord échoue à mettre fin à la guerre, et en août 2016 Lam Akol démissionne.